# 울트라 포트 아키텍처

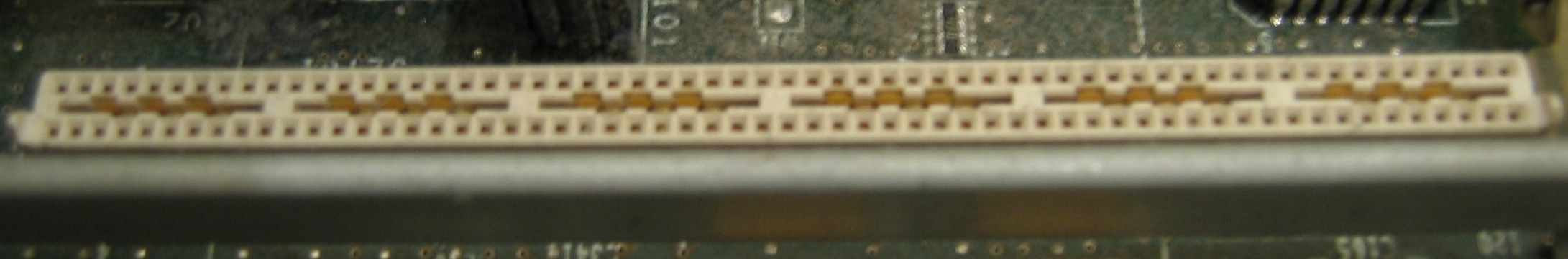
울트라 1 크리에이터의 UPA 버스

울트라 포트 아키텍처(Ultra Port Architecture, UPA) 버스는 CPU 인터커넥트를 위해 썬 마이크로시스템즈가 고속 그래픽 카드로서 개발한 것으로, 1995년 울트라 1 워크스테이션을 기점으로 함께 한다.

## 같이 보기
- 장치 대역폭 목록